# Radiation and Environmental Biophysics
Radiation and Environmental Biophysics ist eine wissenschaftliche Fachzeitschrift aus den Bereichen Biophysik, Strahlenbiologie und Strahlenschutz. Sie erscheint vierteljährlich im Verlag Springer Nature. Die Herausgeber sind Anna Friedl von der Ludwig-Maximilians-Universität München, Werner Rühm vom Helmholtz Zentrum München und Andrzej Wojcik von der Universität Stockholm. Die Zeitschrift wurde das erste Mal 1974 herausgegeben und setzte die Zeitschrift Biophysik fort. Im Jahr 2020 betrug ihr Impact Factor 1,93.